# Йеремиас Бенямин Рихтер
Йеремиас Бенямин Рихтер (на немски: Jeremias Benjamin Richter) (10 март 1762, Хиршберг, Силезия – 4 май 1807, Берлин) е немски химик, един от основателите на учението за стехиометрията.

## Биография
По професия Рихтер е инженер-строител; седем години служи в корпуса на военните инженери. От 1785 г. изучава математика и философия в Кьонигсбергския университет, където слуша лекциите на Имануел Кант, от когото възприема много философски и естественонаучни идеи. Още преди постъпването си в университета Рихтер се интересува от химия и физика; химията той изучава по „Химическия речник на“ Пиер Жозеф Макьор. От 1794 г. работи като минен служител в Бреслау, след това в администрацията на Берлинския минен окръг. От 1798 г. е химик в Кралската порцеланова фабрика в Берлин. Чуждестранен член-кореспондент на Петербургската АН (от 1800 г.).

## Научна работа
В своите научни трудове Рихтер се стреми да открие математически зависимости в химическите реакции. Много години той се занимава с анализи на солите с цел да установи в тях числените съотношения между съдържанието на киселини и основи. Въз основа на получените данни той съставя редове от относителни тегловни количества на киселини, които са необходими за неутрализация на определено количество от която и да е основа и, обратно, основите, необходими за неутрализиране на определено количество от която и да е киселина (т.нар. редове на неутрализация). Свързващите тегла, приведени в редовете на неутрализация, по мнението на Рихтер, биха могли да служат за мярка на силата на химичния афинитет.
През 1792 – 1794 той публикува труда си „Начала̀ на стехиометрията или изкуството за измерване на химичните елементи“ (J. B. Richter. Anfangsgründe der Stöchyometrie oder Meßkunst chymischer Elemente. Erster, Zweyter und Dritter Theil. – Breßlau und Hirschberg), в който доказва, че при образуването на съединенията елементите встъпват в взаимодействие в строго определени съотношения, впоследствие наречени еквиваленти. Терминът „стехиометрия“ е въведен от Рихтер и е трябвало да означава измерване на съотношенията, в които химичните елементи реагират един с друг. В своите трудове Рихтер привежда за пръв път в историята на химията количествени уравнения на реакциите.
Работите на Рихтер доста дълго време остават малко известни на неговите съвременници; едва през 1802 г. немският химик Г. Е. Фишер съставя въз основа на данните на Рихтер таблица на химичните еквиваленти, която включва в коментарите към немския превод на книгата на Клод Луи Бертоле „Изследване на законите на афинитета“. През 1803 г. Бертоле включва неутрализационните редове на Рихтер в книгата си „Опит в химическата статика“.
Откритията на Рихтер полагат началото на бурното развитие на количествените изследвания в химията, допринасят за обосноваването на химическия атомизъм, оказват влияние върху изследванията на Уилям Уоластън и Йонс Берцелиус.